# 笨拙之極的上野
《笨拙之極的上野》（日语：上野さんは不器用，又譯：笨拙至極的上野）為漫畫家tugeneko的日本漫畫作品。曾刊登於白泉社的《Young Animal》2015年5號、後於同年18號復刊連載。2018年5月宣布動畫化，電視動畫於2019年1月至3月播放。

## 劇情簡介
本作為每話單元劇的搞笑漫畫，舞台以初中科學部的理科室為主。態度強勢戀愛笨拙的科學部長上野為向後輩田中告白，每次都拿出非常高科技的發明品，但結果每次都是繞遠路的失敗收場。
基本上每次上野失敗主因都思考不周以及田中出乎意料的行動所致，不過少數場合會發生像田中對上野公主抱之類的意外事件，但這時上野多半會紅著臉退場而導致結局完全沒進展。

## 登場人物

### 科學部成員
上野（聲優：芹澤優）
中學3年級女學生，科學部的部長。發明實力強大，總是能夠開發出遠超年齡水準的高科技產品。對田中有好感，常藉由研究名義引誘田中做變態行為，但都被田中遲鈍應對。
田中（聲優：田中愛美）
中學2年級男學生，科學部部員，毒舌屬性。時常被上野要求做變態行為研究，但都遲鈍應對的木頭人，對變態行為沒有感到羞恥，反而讓上野感到羞恥。
山下（聲優：影山燈）
中學1年級女學生，科學部部員。知道上野喜歡田中，時常協助上野引誘田中做變態行為。

### 中學生
北長（聲優：戶松遙）
游泳部部長。因為更衣室被人偷窺而拜託上野製作防走光機器。以測試設備為由色誘田中來戲弄上野，結果被田中的遲鈍性格反擊摸胸。
西原（聲優：佐藤利奈）
田徑部部長。擁有超人般的運動能力，副作用是新陳代謝太強造成大量排汗，因此求助上野研發強力吸汗的衣服。
南峰（聲優：竹達彩奈）
網球部部長，因為練習時不少男生為偷窺裙下圍觀而討厭男生。主張打底褲不是內褲所以穿在外面沒問題。
東川（聲優：井口裕香）
新體操部長，為練習時有偷窺魔而找上野製作眼Q。一開始被田中當作男生。
因利用眼Q把在新體操部附近的男生痛斥，反而導致傳出「只要新體操部附近聚集就能被穿新體操服的女生痛斥」的流言。
添木
書法部部長。
花森
美術部部長。
錦辺
吹奏部部長。
田中水菜（聲優：大森日雅）
田中的妹妹，雙胞胎中的姊姊。就讀1年2班。
田中蓬（聲優： 伊藤美來）
田中的妹妹，雙胞胎中的妹妹。就讀1年6班，與科學部的山下同個班級。網球部的成員。
失落時會讓田中抱起來安慰。

### 其他
上野十三號
上野以自己外表製作的機器人，有比上野更強的女子力。
TAMON（聲優：井澤詩織）
原本是上野的連褲襪，通過發明品「召喚調節器」擁有生命且改變外型的生物。

## 上野的發明
舔甜棒棒糖
乃是利用新發現的次世代甜味劑「舔甜嗡」在不會對人體造成影響的範圍內加工製作而成的糖果。會使人產生嚐到自己覺得是甜味的味覺情報的錯覺。
過濾君
一種攜帶型過濾裝置。號稱可以把「連看了眼睛都會爛掉的世紀末級臭水溝水，淨化成源源不絕湧出地表的大地之泉般的淨水。」，故事中上野用此過濾君想強迫田中喝其的尿液。
脫臭探
外形像是一台D字型的車，可以使用謎之電磁波照射物品，使其消除各式各樣氣味。並且具備自動移動的功能。
鬼怪向量器
一種可以利用黃昏感測器以及靈異指向型麥克風，捕捉非人之物的一舉一動的工具，並將預測的虛像顯示於螢幕的裝置上。可以用於與鬼怪聯繫通訊之用。

## 出版書籍
| 卷數 | 白泉社         | 白泉社                                                   | 青文出版社     | 青文出版社             |
| 卷數 | 發售日期       | ISBN                                                     | 發售日期       | ISBN                   |
| ---- | -------------- | -------------------------------------------------------- | -------------- | ---------------------- |
| 1    | 2016年9月29日  | ISBN 978-4-592-14698-8                                   | 2019年3月11日  | ISBN 978-986-356-837-7 |
| 2    | 2017年4月28日  | ISBN 978-4-592-14699-5                                   | 2019年5月6日   | ISBN 978-986-356-920-6 |
| 3    | 2017年10月27日 | ISBN 978-4-592-14818-0                                   | 2019年7月8日   | ISBN 978-986-356-981-7 |
| 4    | 2018年5月29日  | ISBN 978-4-592-14819-7                                   | 2019年12月12日 | ISBN 978-986-512-178-5 |
| 5    | 2018年12月26日 | ISBN 978-4-592-14820-3                                   | 2020年2月13日  | ISBN 978-986-512-226-3 |
| 6    | 2019年3月29日  | ISBN 978-4-592-14830-2 ISBN 978-4-592-14897-5 （限定版） | 2020年8月10日  | ISBN 978-986-512-466-3 |
| 7    | 2020年3月27日  | ISBN 978-4-592-16051-9 ISBN 978-4-592-16801-0 （限定版） | 2021年9月2日   | ISBN 978-626-303-512-6 |
| 8    | 2020年7月29日  | ISBN 978-4-592-16052-6                                   | 2024年7月18日  | ISBN 978-626-383-542-9 |
| 9    | 2022年5月27日  | ISBN 978-4-592-16053-3                                   | 2024年9月9日   | ISBN 978-626-399-398-3 |
| 10   | 2022年5月27日  | ISBN 978-4-592-16054-0                                   | 2024年12月11日 | ISBN 978-626-399-863-6 |

## 電視動畫
電視動畫自2019年1月6日起陸續在日本BS11、東京都會電視台、電視台播放。

### 製作人員
- 原作 - tugeneko（日语：tugeneko）[5]
- 監督、系列構成 - 月見里智弘[5]
- 角色設定、作畫監督 - 大和田彩乃[5]
- 色彩設計 - [5]
- 美術監督 - 猿谷勝己[5]
- 攝影監督 - 桑良人、
- 編輯 -
- 音響監督 -阿部信行[5]
- 音樂 - 三澤康廣[5]
- 音樂製作 - 日本古倫美亞[5]
- 動畫製作 - Lesprit[5]
- 製作 - 笨拙之極的上野製作委員會

### 主題曲
片頭曲
作詞：林英樹，作曲、編曲：佐藤純一，主唱：伊藤美來
第1話片尾使用。
片尾曲
（第2、3話）
作詞：金子真由美，作曲、編曲：水口浩次，主唱：上野（芹澤優）、田中（田中愛美）、山下（影山燈）
（第4、5話）
作詞：ミズノゲンキ，作曲、編曲：睦月周平，主唱：上野（芹澤優）
（第6、7話）
作詞：，作曲、編曲：馬渕直純，主唱：上野（芹澤優）
（第8、9話）
作詞：，作曲、編曲：設樂哲也，主唱：上野（芹澤優）
（第10、11話）
作詞、作曲：金子真由美，編曲：水口浩次，主唱：上野（芹澤優)
（第12話）
作詞：金子真由美，作曲：三澤康広，主唱：上野（芹澤優）

### 各話列表
| 話數   | 日文標題 | 中文標題                              | 分鏡       | 演出       |
| ------ | -------- | ------------------------------------- | ---------- | ---------- |
| 第1話  |          | 實驗其1「過濾君」實驗其2「呵護熊二號」                | 月見里智弘 | 月見里智弘 |
| 第2話  |          | 實驗其3「脫臭探」實驗其4「一七六防護服」    | 月見里智弘 | 月見里智弘 |
| 第3話  |          | 實驗其5「擋光光」實驗其6「」                | 月見里智弘 | 月見里智弘 |
| 第4話  |          | 實驗其7「上野13號」實驗其8「召喚調節器」        | 高津智子   | 月見里智弘 |
| 第5話  |          | 實驗其9「鬼怪向量器」實驗其10「」               | 高津智子   | 月見里智弘 |
| 第6話  |          | 實驗其11「II伞」實驗其12「E-Q增幅器」 | 高津智子   | 月見里智弘 |
| 第7話  |          | 實驗其13「Pantirotti」實驗其14「」              | 高津智子   | 月見里智弘 |
| 第8話  |          | 實驗其15「這傢伙在睡覺啊D錠」實驗其16「」              | 高津智子   | 月見里智弘 |
| 第9話  |          | 實驗其17「集格緊身褲」實驗其18「SQ水」          | 高津智子   | 月見里智弘 |
| 第10話 |          | 實驗其19「砍痴漢」實驗其20「」              | 高津智子   | 月見里智弘 |
| 第11話 |          | 實驗其21「透明運動褲」實驗其22「安全網球裙」              | 月見里智弘 | 月見里智弘 |
| 第12話 |          | 實驗其23「眼Q」實驗其24「」              | 月見里智弘 | 月見里智弘 |

### 藍光版
| 卷數 | 發售日期      | 收錄話數 | 規格編號 |
| ---- | ------------- | -------- | -------- |
| 1    | 2019年3月29日 | 1話~4話  | SMIB-038 |
| 2    | 2019年4月26日 | 5話~8話  | SMIB-039 |
| 3    | 2019年5月31日 | 9話~12話 | SMIB-040 |

### 播放電視台
| 播放日期       | 播放時間（UTC+9）    | 播放電視台  | 播放地區 | 備註           |
| -------------- | -------------------- | ----------- | -------- | -------------- |
| 2019年1月7日 - | 星期一 0:30 - 0:45   | BS11        | 日本全域 | 『ANIME+』節目 |
| 2019年1月8日 - | 星期二 1:05 - 1:20   | TOKYO MX    | 東京都   |                |
|                | 星期二 22:30 - 22:45 | J:COMテレビ | 日本国内 |                |

## 外部連結
- 電視動畫官方網站（日語）
- ニコニコ静画 （页面存档备份，存于）（日語）
- 白泉社 （页面存档备份，存于）（日語）
- 笨拙之極的上野的X（前Twitter）（日語）